# Pteris linearis
Pteris linearis är en kantbräkenväxtart som beskrevs av Jean Louis Marie Poiret. Pteris linearis ingår i släktet Pteris och familjen Pteridaceae. Inga underarter finns listade.